# Communauté de communes les Sources de l'Yerres
La communauté de communes les Sources de l'Yerres est une ancienne communauté de communes française, située dans le département de Seine-et-Marne en région Île-de-France.

## Historique
La Communauté de communes de la Brie Nangissienne a été créée le 19 décembre 2003.
Au regroupement des 7 communes à l'origine viennent s'ajouter:
- Pécy et Vaudoy-en-Brie  en 2010 à la suite de la dissolution de la Communauté de communes de la Visandre

Par arrêté préfectoral du 23 décembre 2016, la Communauté de communes les Sources de l'Yerres est dissoute.

## Composition
Elle regroupait 9 communes adhérentes au 1er janvier 2016:
| Nom                    | Code Insee | Gentilé              | Superficie (km2) | Population (dernière pop. légale) | Densité (hab./km2) |
| ---------------------- | ---------- | -------------------- | ---------------- | --------------------------------- | ------------------ |
| Rozay-en-Brie (siège)  | 77393      | Rozéens              | 3,17             | 2 864 (2014)                      | 903                |
| Bernay-Vilbert         | 77031      | Bernéens-Vilbertiens | 16,92            | 838 (2014)                        | 50                 |
| La Chapelle-Iger       | 77087      | Capelligérois        | 8,73             | 158 (2014)                        | 18                 |
| Courpalay              | 77135      | Courpaliens          | 14,56            | 1 453 (2014)                      | 100                |
| Lumigny-Nesles-Ormeaux | 77264      | Luminiciens-Neslois  | 36,30            | 1 538 (2014)                      | 42                 |
| Pécy                   | 77357      | Peciaquois           | 21,07            | 843 (2014)                        | 40                 |
| Le Plessis-Feu-Aussoux | 77365      | Plessis-Ansoldiens   | 5,59             | 532 (2014)                        | 95                 |
| Vaudoy-en-Brie         | 77486      | Vaudoyens            | 26,98            | 884 (2014)                        | 33                 |
| Voinsles               | 77527      | Vincelais            | 28,44            | 610 (2014)                        | 21                 |

## Administration
La communauté est administrée par un conseil communautaire constitué de conseillers municipaux des communes membres.
- Mode de représentation: proportionnel
- Nombre total de délégués: 21
- Nombre de délégués par commune: 2 délégués pour les communes de moins de 500 habitants, 3 pour les communes de 501 à 1 499, 4 pour les communes de 1 500 à 2 499; 5 pour les communes de plus de 2 500 habitants
- Soit en moyenne: 1 délégué pour 449 habitants

### Liste des présidents
| Période | Période       | Identité        | Étiquette | Qualité                                   |
| ------- | ------------- | --------------- | --------- | ----------------------------------------- |
| ?       | décembre 2016 | Patrick Stourme |           | Employé de banque Maire de Bernay-Vilbert |

### Siège
6 rue Lamartine, 77540 Rozay-en-Brie